# Pere Carbonell

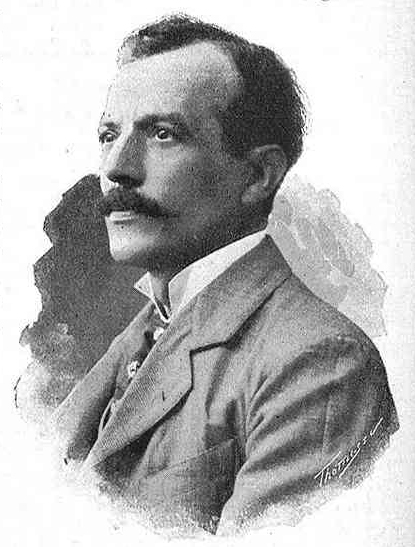
Retrato de Carbonell en La Ilustración Artística (1899)

Pere Carbonell i Huguet (Sarrià, 1850 - Barcelona, 1927) fue un escultor español discípulo de la Lonja de Barcelona, especializado en escultura monumental.
En 1905 fue académico numerario de la Real Academia Catalana de Bellas Artes de San Jorge de Barcelona, miembro del Círculo Artístico de San Lucca y profesor de anatomía en la Escuela de Bellas Artes de la Lonja.
Se dio a conocer en la Exposición Universal de Barcelona (1888) con colosales obras como el Santo Tomás para la fachada del Seminario que fue destruido durante los sucesos de la Semana Trágica de 1909. Entre sus numerosas obras se encuentran la estatua que representa a Cataluña en el Monumento a Colón del Puerto de Barcelona, la de Juan Luis Vives y March en la fachada de la Biblioteca Nacional de Madrid y la decoración escultórica del Mausoleo de Colón en la Catedral de Santo Domingo (en colaboración con el arquitecto Fernando Romeo), además de varias obras, entre las que destaca la estatua ecuestre de Ulysse Heaureaux. 
Pere Carbonell esculpió el busto de Wenceslao Figuereo, alias Manolao, sucesor de Lilís. Como presidente, Figuereo dio paso a la celebración de elecciones, considerado como el acto democrático que dio paso a la nueva República.
También intervino en la decoración del Palacio de Justicia de Barcelona y fue autor del busto de Emili Vilanova (1908) situado en el Parque de la Ciudadela, con proyecto del arquitecto Bonaventura Bassegoda i Amigó.
Participó en varias exposiciones nacionales e internacionales, así como en certámenes y concursos en los que recibió valiosas distinciones, como la Exposición Nacional de Bellas Artes, en las que obtuvo tercera medalla en 1890 y segunda en 1895  por sus obras Angelus y la estatua de Luis Vives.
Fue abuelo del filólogo y político Jordi Carbonell i de Ballester.

## Obra
En la obra de Pedro Carbonell i Huguet se dan las características propias del estilo que caracterizó el periodo de la restauración, como eran el realismo y el naturalismo costumbrista.

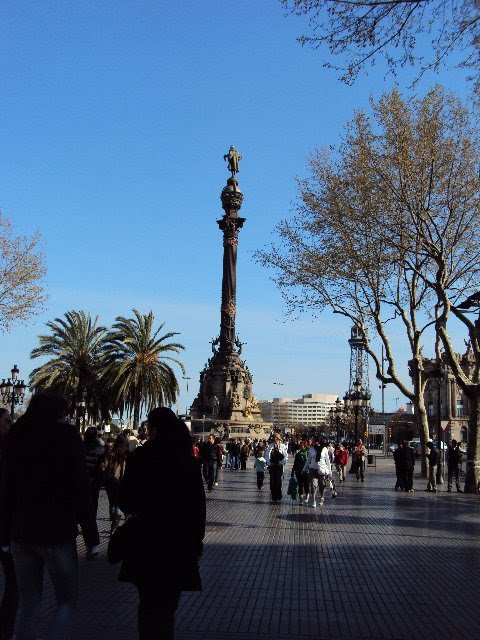
Monumento a Colón, realizado en bronce con 60 metros de altura. Situada entre el Puerto de Barcelona y las Ramblas, Barcelona.

Pedro Carbonell se dio a conocer a partir de su colaboración en varias obras de colaboración conjunta durante la Exposición Universal de Barcelona de 1888, por lo cual fue escogido para la realización de la estatua alegórica de Cataluña, una de las cuatro figuras sentadas que forman parte del pedestal del Monumento a Colón, Barcelona, situado en la plaza Portal de la Pau, en la confluencia de la Rambla de Barcelona y el Paseo de Colón, frente al Puerto de Barcelona. Estatua colosal que representa a “Cataluña”. Para decorar el pedestal del monumento se hizo un concurso en 1885 en la ciudad condal y los elegidos fueron: Josep Gamot (Aragón); Carcaso (Castilla); Rafael Atché (León); y  Pedro Carbonell (Cataluña). El resultado fue el de cuatro matronas sentadas, que en principio iban a ser fundidas en bronce y que finalmente fueron esculpidas en piedra. La estatua sedente que muestra a “Cataluña”, es severa y expresiva, está modelada con sobriedad y grandeza con una mirada nostálgica y triste. Su porte es señorial y elegante, como corresponde a una matrona alegórica.

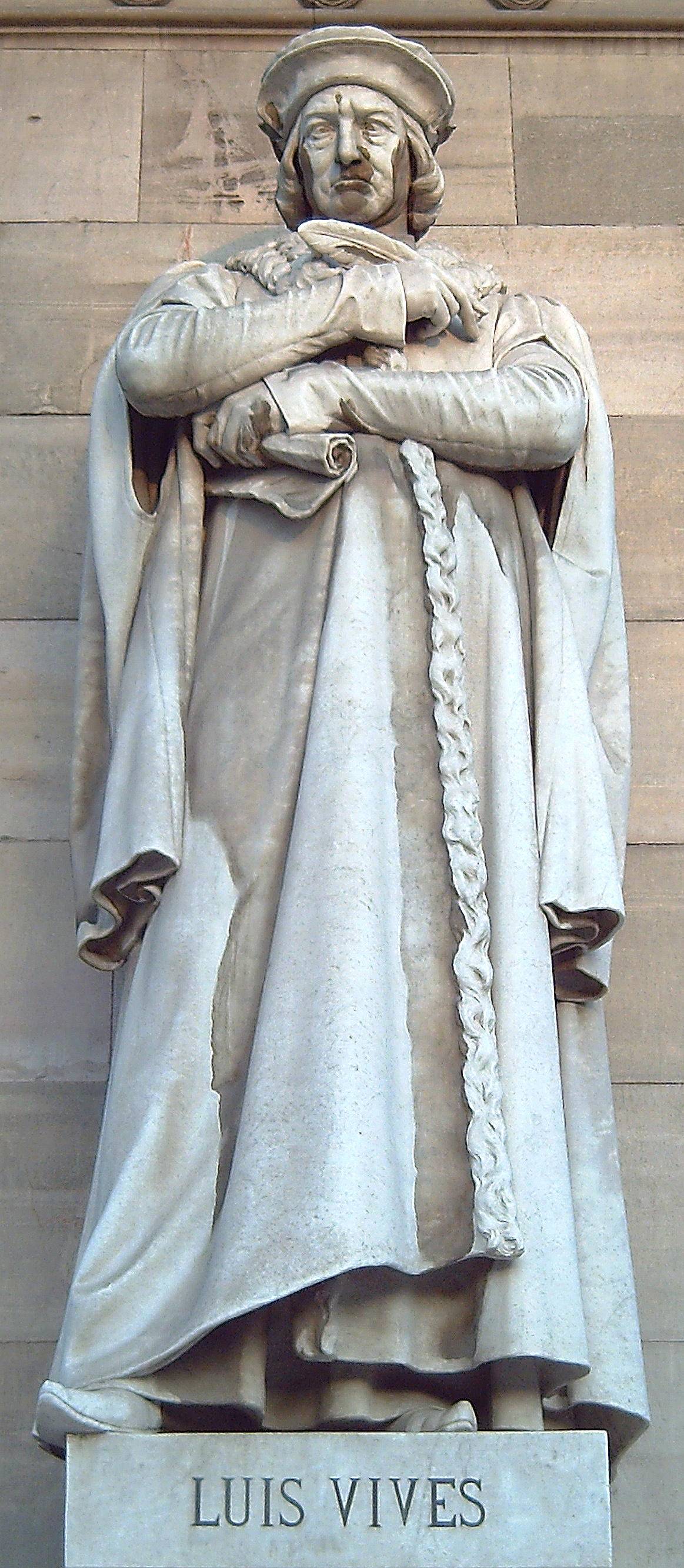
Estatua de Juan Luis Vives, esculpida en mármol blanco de Italia. Biblioteca Nacional de España, Madrid.

También participó en la elaboración de la decoración escultórica del Saló de Sant Joan, concretamente la estatua de Jaume Fabre (derrocado en 1937). Fabre era arquitecto, maestro de obras mallorquín que hizo los diseños de la Catedral de Palma de Mallorca y de la Catedral de Barcelona, durante el siglo xv. Se le representa de pie, vestido con un traje de la época, con un sombrero típico del siglo xv, con la cabeza algo inclinada en actitud reflexiva y pensativa, sosteniendo con su mano derecha un compás de arquitecto y con la izquierda sostiene un rollo de proyectos o planos. Rostro meditabundo y reflexivo, de enorme expresión, inspirándose en su obra. Lleva la indumentaria de la época, muy fiel a la representación. Esta estatua fue fundida en bronce y colocada en su pedestal en abril de 1888.
También realizó los modelos para dos Famas para la entrada de la mencionada Exposición Universal, en el Arco de Triunfo. Figuras alegóricas femeninas que portando trofeos, proclaman la gloria de Cataluña y Barcelona. Su estilo es idealista-naturalista.
En 1890 fue contratado para que realizase las estatuas de Santa Isabel de Hungría y San Francisco de Paula para la fachada de la Catedral de Barcelona de forma realista y expresiva, y la estatua de Santo Tomás para la fachada del Seminario Conciliar de Barcelona, proyecto del arquitecto Elías Rogent. En 1909, durante los disturbios de la Semana Trágica, la estatua de Santo Tomás fue destruida, siendo reemplazada por una nueva estatua en 1944. 
Realizó también tres de los relieves alegóricos de la fachada del Palacio de Justicia de Barcelona alusivos al Descubrimiento de América y que representan: La llegada de Cristóbal Colón a Barcelona, Las concesiones de los Privilegios, y las estatuas también en bajorrelieve que muestran a Gabriel Berant, Jacobo Ruiz, Gregorio Mayans, Cardenal Cisneros y Tomás Mieres. 
Otra obra suya es la estatua en bronce del financiero y filántropo Evaristo Arnús y Ferrer (emplazada originalmente en la sede de la Banca Arnús, y actualmente en la plaza del Dr. Niubó de Badalona), obra en la que trabajó durante un año, modelando primero en barro, y más tarde en cera su figura, para posteriormente fundirla en bronce, en los talleres de los señores Cabot de Barcelona en 1891, consiguiendo un rostro de gran expresión y carácter, de enorme realismo y de un gran parecido físico, con la mano derecha señalando y con la izquierda metida en el bolsillo, abriendo elegantemente la chaqueta. 
Realizó también por esta época el busto del escritor costumbrista Emili Vilanova, un magnífico busto en mármol blanco de Carrara, de claro estilo modernista. Sirve de soporte a una pilastra, rematada por un capitel jónico y se encuentra ubicado en el Parque de la Ciudadela de Barcelona inaugurado en marzo de 1908.

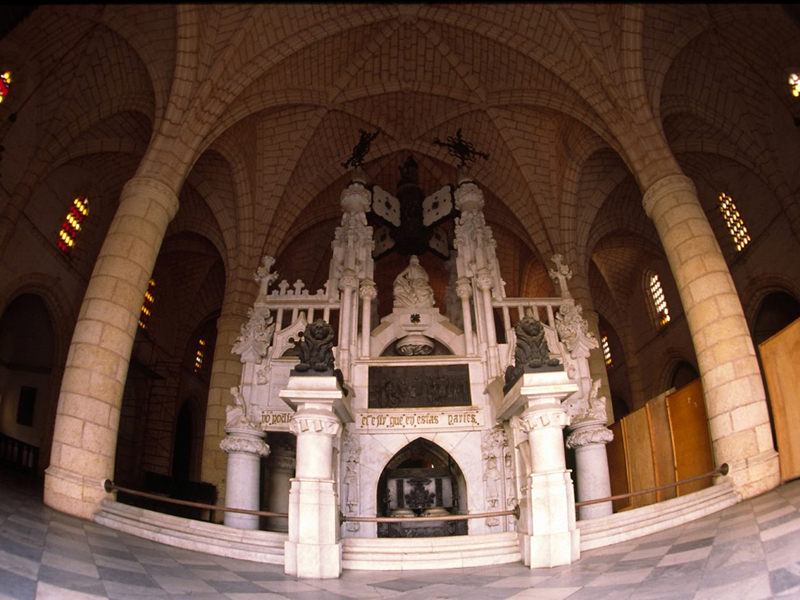
Mausoleo a Colón realizado en mármol de Carrara, antiguamente situado en la Catedral de Santa María de la Encarnación de Santo Domingo, actualmente en el Faro a Colón.

Dentro de la escultura funeraria cabe destacar dos obras en el cementerio de Montjuic, en Barcelona, destacando un ángel con flores en el panteón de don Mariano Noguera Jorba en la Vía de San Olegario y una estatua colosal de la Fe, en el panteón de la familia Llompart (1908). 
Destaca también la decoración escultórica del Mausoleo de Colón en la Catedral de Santo Domingo, realizada durante su estancia en la República Dominicana entre 1896 y 1898, en colaboración con el arquitecto catalán Ferran Romeu i Ribot en la actualidad situado en el Faro a Colón. Obra colosal ejecutada en mármoles de Carrara y bronces, con numerosos bajorrelieves que hacen alusión a la gesta colombina, así como cuatro leones colosales en bronce, y la estatua alegórica femenina en mármol que representa a la República Dominicana. El monumento fue inaugurado el 12 de octubre de 1898.
Otra obra notable fue la estatua ecuestre del presidente de la República Dominicana general Ulises Heureaux (1883-1899).

## Reconocimiento académico
Participó en diversas exposiciones nacionales e internacionales, así como en certámenes y concursos en los que recibió valiosas distinciones, como en las Exposiciones de Bellas Artes de Madrid, en las que obtuvo tercera medalla en 1890 por la obra Angelus, niña rezando con las manos juntas en mármol blanco y segunda en 1895 por la estatua del filósofo y humanista valenciano Joan Lluís Vives (1492–1540), que se encuentra en el pórtico de la fachada principal de la Biblioteca Nacional de España en Madrid, esculpida en mármol blanco de Rabaggione, de pie, y de tres metros de altura.
En 1894, alcanzó en la Exposición General de Bellas Artes de Barcelona, la medalla de segunda clase por su altorrelieve en mármol blanco de Carrara, titulado La Santa Faz.
El modelo de la estatua en bronce del General Ulises Heureaux fue premiado con medalla de plata en la Exposición Universal de Paris de 1900.
Pere Carbonell fue también académico numerario de la Academia Provincial de Bellas Artes de Barcelona desde 1905 y miembro del Círculo Artístico de Sant Lluc, que le confió las lecciones de escultura en la cátedra de Historia del Arte Catalán (1907-1908). A partir de 1920 hasta su muerte en 1927 fue profesor de anatomía artística en la escuela Llotja de Barcelona.

## Ideario artístico
Como escultor de temas artísticos sobresale la lectura de su discurso El concepto moral en la escultura en la Academia de Bellas Artes en abril de 1905, Carbonell expresa un ideario que pretende conectar la estética y la ética, partiendo de una identificación entre Belleza y Moral, siendo uno de los pocos escultores de su época que dejara escritas su reflexiones teóricas. La admiración que muestra hacia la perfección de la escultura griega, así como su noción sobre la belleza parecen obedecer a una recuperación nostálgica del clasicismo.
En el año 1896 colaboró, al igual que otros artistas catalanes, con un dibujo en un tomo que publicó La Vanguardia de Barcelona, compuesto de dibujos y apuntes, de 25 x 16 cm, de 130 dibujos y 200 páginas, y que el periódico regalaba a sus suscriptores.